# Floden (eksperimentalfilm)
Floden er en dansk eksperimentalfilm fra 2003 instrueret af Jytte Rex efter eget manuskript.

## Handling
Filmens fokus er et kulturbærende Europa, hovedpulsåren er apokalyptisk og formen associerende. Der er hverdagsobservationer, arkitektoniske udforskninger, levende stilleben og rolige flodbilleder fra et velkendt Europa. Men en dybt foruroligende understrøm præger stille og roligt billederne af det velkendte.
"En organiseret strøm af associationsmønstre er indarbejdet i flodbilledets mange ambivalente betydninger. Floden er en slags holdepunkt, når der åbnes for sprækker ind til blinde områder af tab og glemsel, verdensbrande og syndfloder eller til oaser af drømme, fantasier og myter. Billederne materialiserer sig glimtvis i den tynde hud mellem sind og verden", skrev Jytte Rex om filmen.

## Medvirkende
- Ellen Hillingsø (stemme)
- Jens Jørn Spottag (stemme)